# Cardanaandrijving

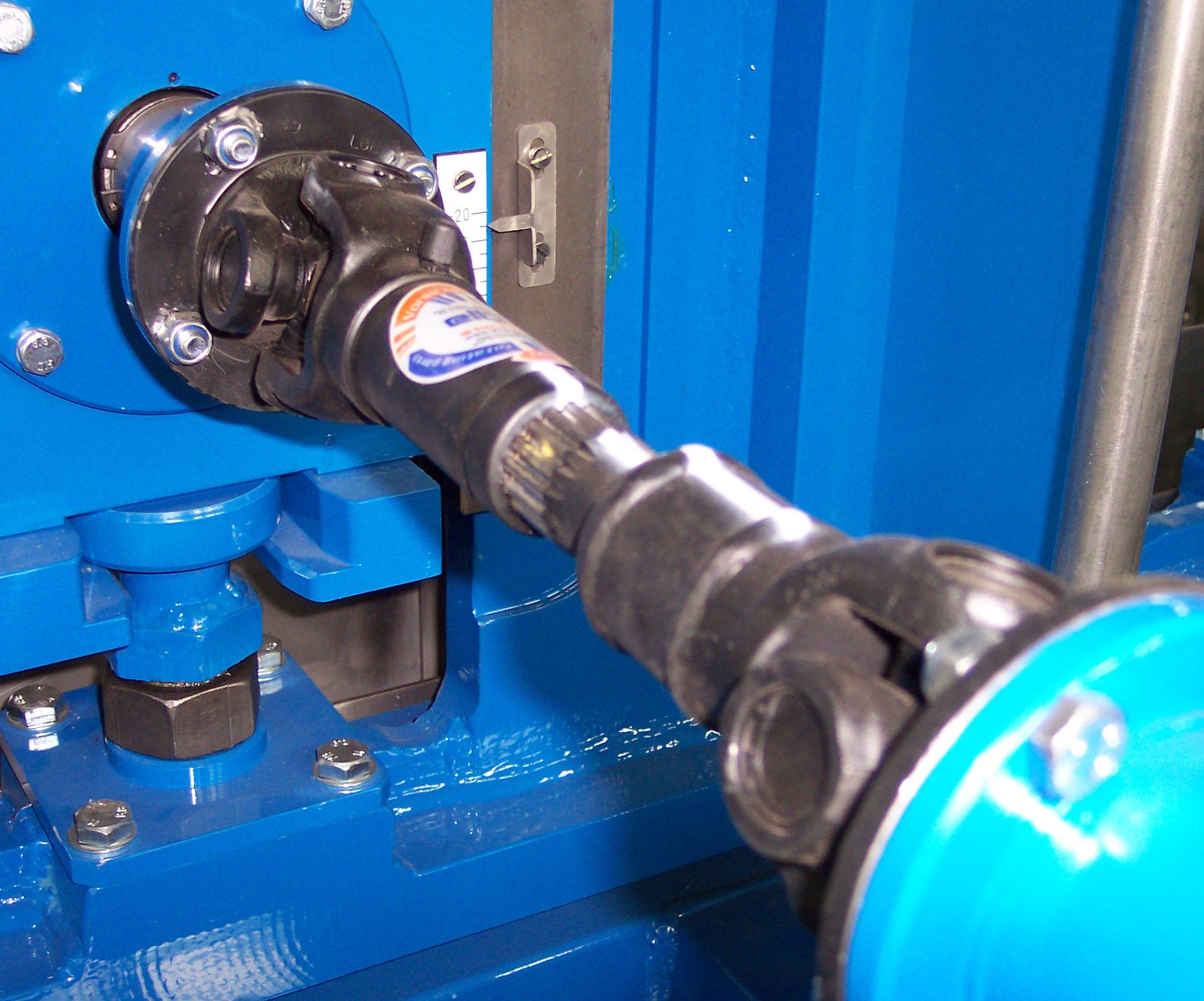
Typische cardanaandrijving met twee kruiskoppelingen en in het midden een schuifkoppeling

Een cardanas- of aandrijving is een onderdeel van een mechanisme dat bestaat uit een aandrijfas en een kruiskoppeling aan een of beide einden. Met beide termen worden in de praktijk dezelfde functiebeschrijving aangeduid. De cardanas is - ten onrechte - vernoemd naar de Italiaanse arts en wetenschapper Girolamo Cardano.

## Functie
De cardanas is een as die twee andere assen, die al roterend van plaats veranderen of niet in één lijn liggen, met elkaar verbindt.
Een veelgebruikte toepassing van een cardanas is de koppeling van de versnellingsbak van een auto met het differentieel. Voor de benodigde tolerantie voor de vering is het nodig dat de uiteinden van de cardanas enigszins ten opzichte van elkaar kunnen bewegen.
Bij een cardanas is bijna altijd aan beide uiteinden van de as een kruiskoppeling aangebracht, die vrij kan bewegen over twee onderling haakse hoeken. Als een cardanas twee elementen verbindt die ten opzichte van elkaar kunnen bewegen, zoals tussen de versnellingsbak en de verend opgehangen eindaandrijving van een auto met achterwielaandrijving, moet ze ook langer en korter kunnen worden. Daarvoor wordt een schuifkoppeling met spiebaanverbinding toegepast. Het geheel kan zijn ingesloten in een behuizing, de 'cardantunnel'.

De schuifkoppeling vangt de lengteverschillen op

De beide kruiskoppelingen zijn nodig omdat er na de eerste kruiskoppeling een niet-eenparige beweging ontstaat: Door de hoek in de aandrijflijn gaat het asdeel achter deze eerste kruiskoppeling met wisselende snelheid draaien. De tweede kruiskoppeling moet daarom exact in spiegelbeeld gemonteerd worden, waardoor de niet-eenparigheid wordt hersteld en het aangedreven element weer een regelmatig toerental krijgt. Bij de aandrijving van voertuigen is een regelmatig draaiende aandrijflijn uiteraard essentieel. Als een min of meer "schokkend" draaien niet storend is, zou kunnen worden volstaan met één kruiskoppeling. Dat zou bijvoorbeeld kunnen gebeuren tussen de power take-off van een tractor en een pomp die hierdoor wordt aangedreven.

## Aandachtspunten
- Bij vrachtauto's die gesleept moeten worden, moet soms de cardanas verwijderd worden. Door het slepen draait de hoofdas van de versnellingsbak, maar de tandwielen die voor de spatsmering zorgen staan stil, waardoor de versnellingsbaksmering weg valt. Bij oudere types kan de cardanas bij de schuifkoppeling uit elkaar vallen. Bij montage moet dan gelet worden op de juiste (spiegelbeeld) stand van de kruiskoppelingen omdat anders de niet-eenparige draaisnelheid niet wordt opgeheven maar kan worden verdubbeld. Daardoor gaat het voertuig zeer "schokkend" rijden.

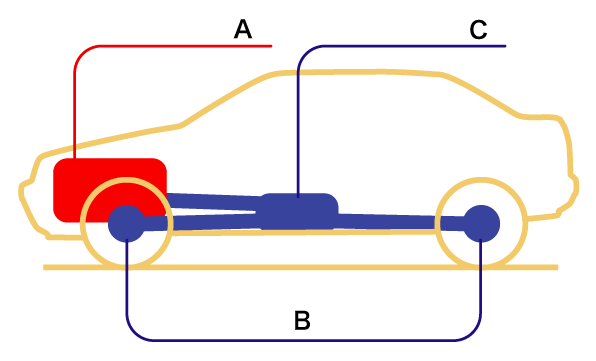
Bij vierwielaandrijvers wordt bij voorkeur gebruikgemaakt van assen van gelijke lengte (legenda: A = motor; B = aangedreven assen; C = tussenbak)

- Bij voertuigen met vierwielaandrijving wordt vaak de tussenbak, een soort versnellingsbak waarmee de voorwielaandrijving kan worden ingeschakeld, midden tussen de voor- en achteras geplaatst. Daardoor krijgen de cardanassen, die vanuit de tussenbak deze assen aandrijven, dezelfde lengte. Dit heeft een aantal voordelen: de gelijke assen besparen productiekosten, de hoeken in de aandrijflijn worden beperkt, er blijft voldoende ruimte onder de motor (vooral onder de oliepan) en de assen torderen ook evenveel.

- Vrachtauto's hebben vaak een automatisch vetsmeersysteem, waardoor het "doorsmeren" niet meer nodig is. De draaiende kruis- en schuifkoppelingen zijn hier niet op aangesloten en moeten handmatig worden doorgesmeerd.

- Na het rijden in het terrein kan een cardanas "geknikt" zijn. De schuifkoppeling is dan vaak lang genoeg om toch de aandrijving te waarborgen, maar de as slingert. Dit is dus een controlepunt als het terrein weer wordt verlaten.

## Trivia
- Sommige fietsen gebruiken een vaste as in plaats van een ketting voor de overbrenging van de trapas naar het achterwiel. Deze overbrenging wordt verkeerdelijk weleens cardanas genoemd. In feite is dit een fiets met asaandrijving: een aandrijfas met aan elk uiteinde een conisch tandwiel.
- In de jaren twintig en dertig kregen motorfietsen ook weleens ten onrechte de aanduiding "cardanaandrijving", zoals de Zündapp K ("Kardan") modellen. Deze motorfietsen zonder achtervering hadden een normale asaandrijving, maar de naam "cardan" was voor klanten bekend van de automobielen, die wél achtervering hadden en daarom ook een echte cardanas.

Animatie van een dubbele kruiskoppeling.

- Een dubbele kruiskoppeling is eigenlijk een zeer korte cardanas, waarbij het middelste lichaam van de kruiskoppeling de hele as vormt. Dit systeem wordt soms gebruikt bij de (sturende) voorwielen van voorwielaandrijvers en vierwielaandrijvers. Meestal wordt tegenwoordig een homokinetische koppeling toegepast.